# Nicolas Bouvier
Pour les articles homonymes, voir Bouvier.
Œuvres principales
- L'Usage du monde (1963)
- Chronique japonaise (1975)
- Le Poisson-scorpion (1982)

Nicolas Bouvier est un écrivain, photographe, iconographe et voyageur suisse, né le 6 mars 1929 au Grand-Lancy et mort le 17 février 1998 à Genève.

## Biographie

### Enfance et premier voyage
Nicolas Bouvier est le fils et dernier enfant du bibliothécaire Auguste Bouvier, spécialiste de la littérature de la guerre de Trente Ans et universitaire à Genève, et d'Antoinette Maurice, fille du compositeur Pierre Maurice. Il est un enfant rêveur, hypnotisé par les couleurs non seulement de ses atlas de géographie, mais aussi par les paysages exaltants du château de Coinsins, sur la Côte vaudoise, où il passe ses étés. Ce château était alors loué par son grand-père paternel, Bernard Bouvier. Des heures de lecture clandestine finissent de donner à l'enfant le goût d'aller voir ailleurs. Jeune, il lit le journal assidûment, ce qui le mène à s'intéresser à des guerres comme la guerre d'Espagne ou la guerre de Finlande. Le jeune Bouvier fait sa scolarité à l'école Brechbühl de Genève, une école privée religieuse renommée, puis au Collège de Genève, un établissement également renommé, fondé en 1559 par Calvin. Encouragé par son père qui voyagera, en quelque sorte, par procuration à travers son fils, Nicolas Bouvier part pour son premier voyage, effectué en solitaire, en Bourgogne, à dix-sept ans. Il est chargé de rapporter des timbres à son père, pour sa collection. Il suit des cours d'histoire médiévale, de sanskrit et de droit à l'Université de Genève.

### Journalisme et l'Usage du Monde
En 1948, il est envoyé en reportage en Finlande par le journal La Tribune de Genève, puis, en 1950, voyage dans le Sahara algérien pour le quotidien Le Courrier.
En 1951, il effectue un premier voyage au long cours, avec Thierry Vernet et Jacques Choisy, de Venise jusqu'à Istanbul. Cette expédition mène à un petit opuscule, Douze gravures de Thierry Vernet. Trois textes de Nicolas Bouvier, qui sera édité chez Kunding à une trentaine d'exemplaires. Puis, en juin 1953, il repart en Fiat Topolino avec Thierry Vernet, de Belgrade à Kaboul, à travers la Yougoslavie, la Turquie, l'Iran et le Pakistan. Cette première partie du voyage est racontée dans L'Usage du monde.

### Inde, Ceylan et Japon
Après un an et six mois de voyage, les deux amis se séparent, Thierry Vernet rejoint son amoureuse à Ceylan, et Nicolas Bouvier continue seul sa route à travers l'Inde afin de gagner la Chine. La route étant fermée pour des raisons politiques, il gagne Ceylan où, malade et déprimé, il reste neuf mois. Il décrira ce séjour dans Le Poisson-scorpion, publié en 1982, près de vingt-cinq ans plus tard. Il finit par embarquer, en octobre 1955, sur Le Vietnam, un paquebot français des Messageries maritimes, qui le conduit au Japon, où il reste une année, rédigeant des articles pour des journaux et magazines japonais. Il rentre par bateau à Marseille, à la fin de 1956. Son expérience du Japon, augmentée d'autres séjours plus tardifs, donnera lieu à Chronique japonaise en 1970.

### Mariage et autres voyages

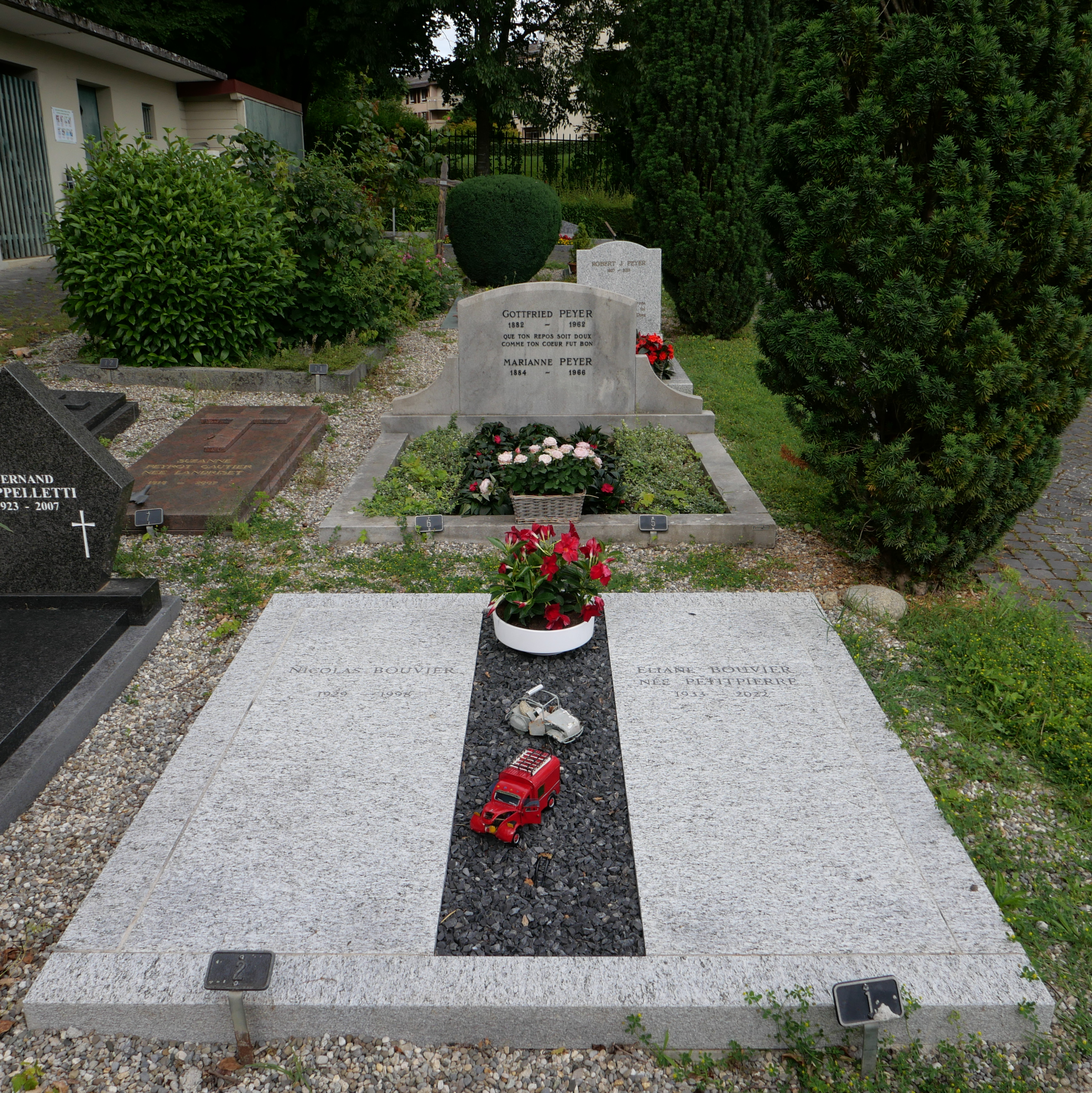
La tombe de Bouvier et de son épouse. Il est décoré de deux maquettes de la légendaire Citroën 2CV, dans laquelle il a voyagé à travers le monde.

En 1958, il épouse à Neuchâtel Éliane Petitpierre (1933-2022), fille du conseiller fédéral Max Petitpierre et nièce de Denis de Rougemont ; puis le couple s'installe à Cologny. De 1958 à 1963 (année de la mort de son père), il effectue des travaux d'iconographie pour l'OMS et la Nouvelle Bibliothèque illustrée des sciences et des inventions des Éditions Rencontre. Au fil de ses travaux, il rassemble d'abondantes archives personnelles, constituées notamment de 30 000 documents qui comprennent des estampes populaires et des planches techniques. De 1964 à 1965, ils séjourneront au Japon avec leurs deux enfants. D'autres voyages  suivront : en Asie (Japon, Corée du Sud, Chine) ou en Europe (Irlande, îles d'Aran). En 1968, Nicolas Bouvier est lauréat du prix Rambert, qui est le plus ancien prix littéraire de Suisse romande, décerné par un comité d'étudiants. En 1970, Bouvier se rend à Osaka avec la Délégation suisse, à l'occasion de l'exposition universelle de 1970. Il y présente quatre livres, qu'il a adaptés pour l'occasion. Par la suite, il se rend en Corée du Sud sur l'île de Cheju. Ce voyage mènera au récit nommé Les Chemins du Halla-san, publié dans le Journal d'Aran et d'autres lieux aux éditions Payot en 1990.
Atteint d'un cancer, Nicolas Bouvier meurt le 17 février 1998. Il est inhumé à Cologny.

## Œuvre
L'œuvre de Nicolas Bouvier, jusqu'à récemment peu connue du public français, et notamment universitaire, est pourtant considérée comme un chef-d'œuvre de la littérature de voyage. L'Usage du monde, publié à compte d'auteur en 1963, a contribué à redéfinir la littérature de voyage au XXe siècle. Il est aujourd'hui une référence pour de nombreux voyageurs et écrivains. Bouvier expérimente aussi d'autres genres littéraires, comme le récit poétique ou le récit illustré (« iconotexte », qui se présente comme un « patchwork », une étroite collaboration entre texte et images avec les dessins de Thierry Vernet). Chez Bouvier, l'écriture naît du voyage et de la contemplation que ce dernier procure. François Laut, dont la biographie de l'écrivain a pour sous-titre L'Œil qui écrit, ne s'y est pas trompé.
L'inscription de L'Usage du monde au programme de la session 2018 de l'agrégation de lettres constitue une consécration pour l’œuvre littéraire de Nicolas Bouvier. Conséquemment à ce choix, de nombreux groupes d'études de Nicolas Bouvier se sont constitués en France métropolitaine et dans l'outremer. Tandis que l'on voit se multiplier les traductions comme publications savantes sur son œuvre, l'écriture de Bouvier, mélange d'ascétisme et d'abondance, longtemps restée confidentielle et goûtée seulement par un petit nombre d'amateurs privilégiés, est aujourd'hui reconnue dans le monde entier, entre autres dans les milieux littéraires, notamment grâce à la diffusion de L'Usage du Monde en de multiples éditions, œuvre devenue un best-seller.

## Publications
(Liste non exhaustive, par ordre de parution)
- L'Usage du monde, 1963, Payot poche, 1992  (ISBN 222889401X)
- Japon, éditions Rencontre - L'Atlas des Voyages, Lausanne, 1967 GB648-B45
- Chronique japonaise, 1975, éditions Payot, 1989  (ISBN 2228894001)
- Vingt cinq ans ensemble, histoire de la télévision Suisse Romande, éditions SSR, 1975
- Le Poisson-scorpion, 1982, éditions Gallimard, Folio, 1996  (ISBN 2070394956)
- Les Boissonnas, une dynastie de photographes, éditions Payot, Lausanne, 1983  (ISBN 2601000406) ; éditions Héros-Limite, 2010  (ISBN 978-2940358519)
- Journal d'Aran et d'autres lieux, éditions Payot, 1990  (ISBN 2228894060)
- L'Art populaire en Suisse, éditions Zoé 1991,  (ISBN 2881823750)
- Le Hibou et la baleine, éditions Zoé, Genève, 1993  (ISBN 2881824773)
- Les Chemins du Halla-San, éditions Zoé, Genève, 1994  (ISBN 2881822169)
- Comment va l'écriture ce matin ?, éditions Slatkine, Genève, 1996  (ISBN 978-2051015233)
- Routes et déroutes, entretiens avec Irène Liechtenstein-Fall, Éditions Métropolis, 1997  (ISBN 2883400547)
- La Chambre rouge et autres textes, éditions Métropolis, 1998  (ISBN 978-2883400795)
- Le Dehors et le Dedans, éditions Zoé, Genève, 1998  (ISBN 288182319X)
- Entre errance et éternité, éditions Zoé, Genève, 1998  (ISBN 978-2881823305)
- Une orchidée qu'on appela vanille, éditions Métropolis, Genève, 1998,  (ISBN 2883400601)
- Dans la vapeur blanche du soleil : les photographies de Nicolas Bouvier ; Nicolas Bouvier ;  Thierry Vernet ;  Pierre Starobinski ; Éditeur : Genève : Zoe, 1999. (OCLC 42629321)  (ISBN 978-2881823589)
- La Guerre à huit ans, éditions Mini Zoé, Genève, 1999  (ISBN 978-2846660297)
- L'Échappée belle, éloge de quelques pérégrins, éditions Métropolis, Genève, 2000
- Histoires d'une image, éditions Zoé, Genève, 2001  (ISBN 978-2881824388)
- L'Œil du voyageur, éditions Hoëbeke, 2001  (ISBN 2842300726)
- Le Japon de Nicolas Bouvier, éditions Hoëbeke, 2002  (ISBN 2842301528) (réédition de Japon, éditions Rencontre - L'atlas des Voyages [réf. souhaitée])
- Le Vide et le Plein (Carnets du Japon, 1964-1970), éditions Hoëbeke 2004  (ISBN 2842301765)
- Œuvres, Gallimard, 2004  (ISBN 2-07-077094-X) (1428 pp, sous la direction d'Éliane Bouvier, préface de Christine Jordis). Contient : Premiers écrits ; L'Usage du monde ; La Descente de l'Inde ; Chronique japonaise ; Le Poisson-scorpion ; Le Dehors et le Dedans ; Voyage dans les Lowlands ; Journal d'Aran et d'autres lieux ; L'Art populaire en Suisse (extraits) ; Histoires d'une image ; Le Hibou et la baleine ; La Chambre rouge ; La Guerre à huit ans ; Routes et déroutes + photographies, cartes, documents, biographie.
- Charles-Albert Cingria en roue libre, éditions Zoé, Genève, 2005  (ISBN 978-2881825354)
- To exo kai to mesa - Le Dehors et le Dedans, Éditions Stigmì-Zoé, Athènes et Carouge-Genève, 2008 (traduction en grec de Bertrand Bouvier).
- Poussières et musiques du monde, CD Enregistrement de Zagreb à Tokyo
- Correspondance des routes croisées 1945-1964, texte établi, annoté et présenté par Daniel Maggetti et Stéphane Pétermann, Éd. Zoé, Genève, 2010, 1650 pages  (ISBN 978-2881826757).
- Il faudra repartir, Voyages inédits, éditions Payot, 2012,  (ISBN 978-2228909150), textes réunis et présentés par François Laut, édition établie en collaboration avec Mario Pasa.
- Genève; La Suisse est folle; Geneva; Switzerland is crazy, éditions Héros-Limite, 2019,  (ISBN 978-2889550036), édition bilingue établie et préfacée par Alexandre Chollier.
- Du coin de l’œil - Écrits sur la photographie, éditions Héros-Limite, 2019  (ISBN 978-2889550227).
- La boîte à images - Il était une fois la Télévision suisse romande, éditions Héros-Limite, 2022  (ISBN 978-2889550739).
- Voyager, raconter, éditions Héros-Limite, 2025  (ISBN 978-2889551187).

## Distinctions et hommages
- 1968 : Prix Rambert pour Japon
- 1982 : Prix Alpes-Jura et Prix de la Critique pour Le Poisson-Scorpion
- 1986 : Prix des Belles-Lettres
- 1987 : Prix de la Ville de Genève
- 1995 : Grand prix C.F. Ramuz pour l'ensemble de son œuvre

À Saint-Malo, le festival Étonnants voyageurs décerne chaque année le prix Nicolas Bouvier, qui distingue un texte de grande exigence littéraire prolongeant l’esprit de son œuvre. Une rue de la ville, située face à la gare, porte également son nom.
Une rue des Sables-d'Olonne (Vendée) porte son nom depuis le 1er janvier 2019 (ancienne rue Alphonse Daudet de Château-d'Olonne).
L'École de commerce Nicolas-Bouvier à Genève porte son nom depuis 1998.
Une promenade arborée porte également son nom à Lancy (canton de Genève), la ville de naissance de l'auteur : la promenade Nicolas Bouvier.

## Archives
Fonds Nicolas Bouvier (19e-21e siècles) [20,5 mètres linéaires, papiers personnels, photographies, souvenirs, collection d'autographes et correspondances, notes et travaux de cours, œuvres inédites et publiées (poèmes, journaux et récits de voyages, journal photographique, carnets de route et carnets de notes, feuilles murales, dossiers de rédaction et de recension, conférences, émissions radiophoniques et télévisuelles, films, articles, etc.), archives audios et films, archives papier du fonds iconographique].  Cote : CH-000007-9 CH BGE Arch. Bouvier 1-22, 22bis-83, 83bis-137, 138A-B, 139-224. Genève : Bibliothèque de Genève (présentation en ligne).
Sous-fonds : Famille Bouvier et alliées (19e-21e siècles) [c. 1 mètre linéaire, papiers des membres des familles Bouvier et Ott, Maurice, Petitpierre, correspondances, souvenirs, photographies, documents épars]. Fonds : Nicolas Bouvier; Cote : CH-000007-9 CH BGE Arch. Bouvier 1-11. Genève : Bibliothèque de Genève (présentation en ligne).
Sous-fonds : Nicolas Bouvier (19e-21e siècles) [c. 19 mètres linéaires]. Fonds : Nicolas Bouvier; Cote : CH-000007-9 CH BGE Arch. Bouvier 12-24. Genève : Bibliothèque de Genève (présentation en ligne).

### Dans la littérature
Clara Arnaud cite Nicolas Bouvier dans son récit Sur les chemins de Chine (2010) : « Impossible de ne pas évoquer ce qui fut peut-être le plus fin mot de Nicolas Bouvier : Le monde comme une eau vous traverse, et pour un temps vous prête ses couleurs puis se retire, et vous place devant le vide, que l'on porte en soi, cet espace d’insuffisance centrale de l'âme qu'il faut bien apprendre à côtoyer, à combattre et qui paradoxalement est peut-être notre moteur le plus sûr ».

### Vidéographie
- Le Hibou et la Baleine, Nicolas Bouvier un film de Patricia Plattner, 1993, Suisse, 56 min.
- Nicolas Bouvier, le vent des mots un film documentaire d'Olivier Bauer et Joël Calmettes diffusé sur France 3 (Un siècle d'écrivains)
- Nicolas Bouvier, 22 hospital street un film documentaire de Christophe Kühn aux Éditions Zoé  — Ce film entreprend de partir sur les traces de Nicolas Bouvier et de découvrir ce qui lui est arrivé durant son séjour au Sri Lanka, séjour qu'il a raconté dans son livre Le Poisson-scorpion. Peu à peu, on comprend que cet épisode de sa vie a été décisif pour la suite du parcours du photographe et auteur genevois et qu'il est le point de départ et la pierre angulaire de sa conception du voyage en tant que leçon d'humilité.

#### Bases de données et dictionnaires
- Ressources relatives aux beaux-arts :   - Artists of the World Online
  - Delarge
  - RKDartists
  - SIKART
  - Union List of Artist Names
- Ressources relatives au spectacle :   - Archives suisses des arts de la scène
  - Les Archives du spectacle
  - TheatreOnline
- Ressource relative à la recherche :   - Dictionnaire des orientalistes de langue française
- Ressource relative à la vie publique :   - Documents diplomatiques suisses 1848-1975
- Ressource relative à plusieurs domaines :   - Radio France
- Ressource relative à la musique :   - Discogs
- Notices dans des dictionnaires ou encyclopédies généralistes :   - Base de données des élites suisses
  - Deutsche Biographie
  - Dictionnaire historique de la Suisse
  - Enciclopedia De Agostini
  - Internetowa encyklopedia PWN
  - Store norske leksikon
  - Universalis
- Notices d'autorité :   - VIAF
  - ISNI
  - BnF (données)
  - IdRef
  - LCCN
  - GND
  - Italie
  - Japon
  - CiNii
  - Espagne
  - Belgique
  - Pays-Bas
  - Pologne
  - Israël
  - NUKAT
  - Catalogne
  - Norvège
  - Tchéquie